# Conus norpothi
Espèce
Conus norpothi est une espèce de mollusques gastéropodes marins de la famille des Conidae.
Comme toutes les espèces du genre Conus, ces escargots sont prédateurs et venimeux. Ils sont capables de « piquer » les humains et doivent donc être manipulés avec précaution, voire pas du tout.

## Description
La longueur de la coquille atteint 35,3 mm.

## Distribution
Cette espèce marine est présente au large du cap des Aiguilles, en Afrique du Sud.

## Taxonomie

### Publication originale
L'espèce Conus norpothi a été décrite pour la première fois en 2015 par le malacologiste allemand Felix Lorenz (d) dans « Conchylia »,.

### Synonymes
- Conus (Floraconus) norpothi Lorenz, 2015 · appellation alternative
- Conus (Sciteconus) algoensis norpothi Lorenz, 2015 · non accepté
- Conus algoensis norpothi Lorenz, 2015 · non accepté
- Floraconus norpothi (Lorenz, 2015) · non accepté